# Le Ribay
Le Ribay är en kommun i departementet Mayenne i regionen Pays de la Loire i nordvästra Frankrike. Kommunen ligger i kantonen Lassay-les-Châteaux som tillhör arrondissementet Mayenne. År 2022 hade Le Ribay 464 invånare.

## Befolkningsutveckling
Antalet invånare i kommunen Le Ribay
| Referens: INSEE |